# Within Reach
Within Reach – szwedzki zespół hardcore punk. Powstał po rozpadzie dwóch innych zepołów: Passage 4 i Lifeless Image w 1996 roku w Örebro. Pierwsze albumy grupy zostały wydane w polsce przez Shing Records. Zespół nagrał także split z polską grupą hardcore 1125. Within Reach grali koncerty z takimi zespołami jak Sick of It All czy AFI.

## Dyskografia
- "The Light Will Return" Burninghert/Sidekicks (1996) Singel
- "Something's Not Right" Burningheart/Sidekicks (1996) Singel
- "Strength Through Diversity" Burningheart/Sidekicks (1997)
- 1125/Within Reach (Split 7" EP) Shing Records (1998)
- "Reconsider/Reconstruct" Burningheart/Sidekicks (1999)
- "Fall From Grace" Bad Taste Records (2000)
- "Complaints Ignored" Bad Taste Records (2001)